# Soesdyke
Soesdyke is een dorp in de regio Demerara-Mahaica van Guyana. Het is gelegen aan de Demerara-rivier en bevindt zich ten noorden van Timehri. Het dorp telde 4.114 inwoners bij de volkstelling van 2012.
Het dorp was oorspronkelijk een koffieplantage van gouverneur Laurens Storm van 's Gravesande, en vernoemd naar Soestdijk. In 1752 verplaatste Storm van 's Gravesande de administratie van de kolonie van Forteiland, Essequibo naar het naburige eiland Borsselen (ook Borslem) in de Demerararivier.
De plantage werd later verlaten en aangekocht door plantage Groeneveld. Het dorp wordt voornamelijk bewoond door Indo-Guyanezen. In Soesdyke begint de Soesdyke-Linden Highway en vormt de hoofdweg van Georgetown naar Linden.
Beterverwagting · Buxton · Georgetown · Paradise · Providence · Soesdyke · St. Cuthbert's Mission · Timehri · Triumph · Victoria